# عملية عمال الشاطئ
عملية شاطئ الأولاد كانت عملية في جنوب لبنان من قبل وحدة القوات الخاصة الإسرائيلية سايرت ماغلان خلال حرب لبنان 2006.

## الخلفية
طوال حرب لبنان عام 2006 حافظ حزب الله على وابل ثابت من الصواريخ في شمال إسرائيل. أشارت المخابرات إلى أن العديد من الصواريخ كانت تطلق من المناطق الساحلية. خطط ضباط كبار من ماغلان لعملية سرية خلف خطوط حزب الله لتدمير قاذفات الصواريخ في القطاع الغربي من جنوب لبنان على طول الساحل وتمت تصفية البعثة للعمل بعد موافقة شخصية من العميد غال هيرش.

## العملية
نقل العشرات من جنود ماجلان جوا إلى جنوب لبنان بمروحية. بعد أن اختبأوا من فرقة حزب الله المارة بدأ الجنود في شن غارات جوية على قاذفات صواريخ حزب الله فضلا عن المقر والشاحنات ومكبات الذخائر والبنية التحتية العسكرية الأخرى. دمر ما مجموعه 150 هدفا من أهداف حزب الله منها 40 قاذفة صواريخ. استمرت العملية قبل 11 يوما من انسحاب الجنود مع دخول وقف إطلاق النار حيز التنفيذ.

## فيما بعد
اعتبرت العملية على نطاق واسع ناجحة ويقدر أنها خفضت إطلاق صواريخ حزب الله بنسبة 40٪.